# Денисов Віталій Юрійович
Віталій Юрійович Денисов (8 червня 1959 р., м. Шадринськ, Росія) — фізик. Кандидатську дисертацію захистив у 1986 році, у 1995 році став доктором фізико-математичних наук. Завідувач відділу структури ядра Інституту ядерних досліджень НАН України (працювати в Інституті розпочав у 1982 році), лауреат Премії імені Д.В. Волкова Національної академії наук України (2009), лауреат Державної премії України в галузі науки і техніки (2019). У 2015 році був обраний членом-кореспондентом, а у 2024 —  академіком Національної академії наук України. Спеціаліст в галузі теорії атомного ядра, автор понад 120 статей, перерахованих у бібліографічній базі даних Scopus, з h-індексом = 24. 
В.Ю. Денисов входить до списку 2% найбільш цитованих вчених світу Стенфордського університету. У 2021 році В.Ю. Денисова було відзначено як видатного рецензента Американського фізичного товариства (лише 11 вчених з України є у цьому списку).

## Вибрані праці
- α-nucleus potential for α-decay and sub-barrier fusion, V.Y. Denisov, H. Ikezoe, Physical Review C 72 (2005) 064613

- α-decay half-lives, α-capture, and α-nucleus potential, V.Y. Denisov, A.A. Khudenko, Atomic Data and Nuclear Data Tables 95 (2009) 815-835

- α-decay half-lives: Empirical relations, V.Y. Denisov, A.A. Khudenko Physical Review C 79 (2010) 54614

- Entrance channel potentials in the synthesis of the heaviest nuclei, V.Y. Denisov, W. Nörenberg, The European Physical Journal A 15 (2002) 375

- Interaction potential between heavy ions, V.Y. Denisov, Physics Letters B 526 (2002) 315